# NGC 7492
NGC 7492 је збијено звездано јато у сазвежђу Водолија које се налази на NGC листи објеката дубоког неба.
Деклинација објекта је - 15° 36' 39" а ректасцензија 23h 8m 26,7s. Привидна величина (магнитуда) објекта NGC 7492 износи 11,2. NGC 7492 је још познат и под ознакама GCL 125.